# Lac Ogawara
Le lac Ogawara (小川原湖, Ogawarako) est le douzième plus grand lac du Japon par la superficie et le plus grand de la préfecture d'Aomori. Il s'étend sur les limites des municipalités de Misawa, Tōhoku et Rokkasho dans le district de Kamikita.

## Géographie
Le lac couvre une superficie 63,2 km2 et contient 0,714 km3 d'eau pour une circonférence de 67,4 km. La plus grande profondeur est de 25 m, la profondeur moyenne de 11 mètres, et l'altitude est celle du niveau de la mer. Le lac est peu profond (moins de 2 m) de la rive jusqu'à une distance d'approximativement 200 m, où la profondeur se creuse précipitamment. Le bord du lac Ogawara est très proche de la côte de l'océan Pacifique et la barrière de sable protégeant son embouchure a été détruite à de nombreuses reprises par des tempêtes ou des typhons, ce qui explique la qualité saumâtre de l'eau du lac. Quatre rivières alimentent le lac, toutes en provenance des monts Hakkōda. La seule rivière de débord est la rivière Takase.

## Activité économique
Le lac Ogawara est un riche habitat pour les oiseaux et les poissons et reconnu comme tel par le ministère de l'environnement japonais. Une variété de marimo se trouve naturellement dans le lac. Celui-ci est une ressource commerciale pour l'osmeridae d'élevage, le salangidae, le gobiidae et le shijimi. On y trouvait autrefois le Hucho perryi, espèce en voie de disparition qui fut observée pour la dernière fois en 1943. Parmi les oiseaux migrateurs se trouvent le cygne chanteur et le cygne siffleur entre autres.

## Histoire
Le lac Ogawara était à l'origine une baie marine qui se transforma en lac il y a environ 3 000 ans par la formation d'une barrière de sable à son embouchure. Le littoral autour du lac Ogawara a été occupé depuis les temps préhistoriques et de nombreux restes et amas coquillier de la période Jomon ont été découverts.
Le gouvernement japonais a lancé au début des années 1970 un projet visant à convertir l'eau saumâtre du lac en eau vive comme source d'eau potable et couvrir les besoins de l'industrie et de l'irrigation, en dépit de l'impact environnemental contraire.